# Smogorzów (przystanek kolejowy)
Smogorzów – nieczynny przystanek osobowy, na zlikwidowanej linii kolejowej nr 317, w miejscowości Smogorzów, w województwie opolskim, w powiecie namysłowskim, w gminie Namysłów, w Polsce.